# マウリツィオ・ザンパリーニ

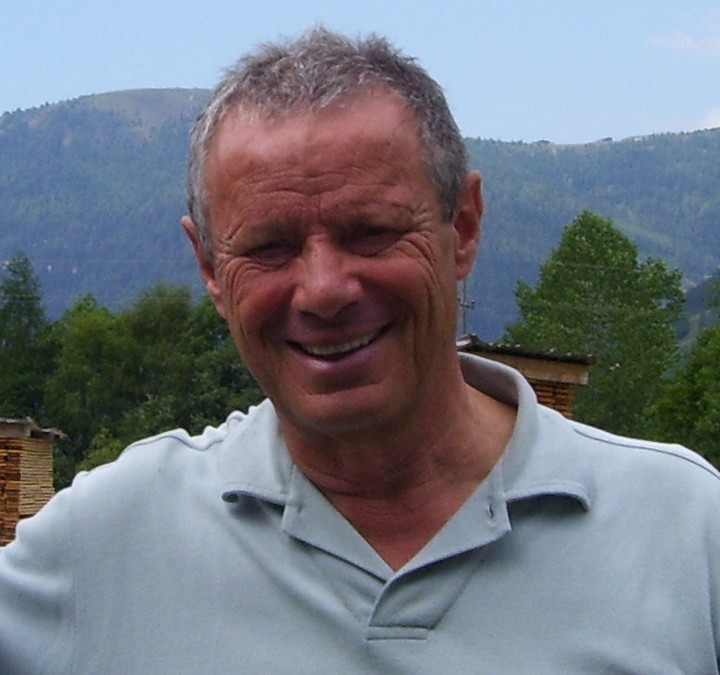
マウリツィオ・ザンパリーニ

マウリツィオ・ザンパリーニ（Maurizio Zamparini、1941年6月9日 - 2022年2月1日）は、イタリアの実業家。
ウーディネ県バニャーリア・アルサ出身。2002年7月21日から2017年2月27日、2017年7月4日から2018年12月1日までUSチッタ・ディ・パレルモの会長を務めた。私財を投じてパレルモを強豪クラブに押し上げた反面、短気で監督交代の多いことで有名で、クビ切り魔、クビ切り将軍の異名で呼ばれた。

## 経歴
ザンパリーニはイタリア最大規模のスーパーマーケット・チェーン、エンメゼータ（Emmezeta）、エンメルンガのオーナーとして成功を収める。彼のチェーン拡大手法は独特なもので、出店する地域のサッカークラブ買収により、チェーンの宣伝を行なった。後に経営権を売却し、莫大な財産を築く。
1987年にセリエC2に所属していたSSCヴェネツィアを買収し、セリエA昇格を目指して資金投入を開始。ワルテル・ノヴェッリーノ監督などの下でセリエA昇格に成功するものの、なかなかセリエA定着は出来なかった。加えて、ザンパリーニは新スタジアム建設を試みるが、観光地としての概観を損なう事もあって許可は下りず、ザンパリーニは別のクラブチームのオーナーになる事を決意する。
2002年夏、当時のASローマ会長フランコ・センシよりセリエBに所属していたパレルモの所有権を譲渡され、パレルモをセリエAの強豪に育てるべく支援を開始し、最初にヴェネツィアから選手と監督を引き抜く。2002-03シーズンはネド・ソネッティの下でセリエB5位となるも、昇格には失敗。
2003-04シーズンはシルヴィオ・バルディーニ、フランチェスコ・グイドリンと監督をすげかえた末、ルカ・トーニやエウジェニオ・コリーニらの補強成功とグイドリンの好采配もあり、セリエA昇格を果たす。グイドリンは2004-05シーズンもクラブを躍進に導き、昇格1年目にして6位という好成績を残す。ところが、ザンパリーニはグイドリンの戦術を守備的と批判し、シーズン終了後にルイジ・デルネーリを新監督に招聘。デルネーリが結果を残せないとジュゼッペ・パパドプーロを後任に据えるも、8位に終わる。(後にカルチョ・スキャンダルにより順位は5位へ繰り上がる)
2006-07シーズンは再びグイドリンを監督に呼び戻し、カルチョ・スキャンダルによりセリエAの勢力関係が変容する中で、UEFAチャンピオンズリーグ出場権(4位以内）獲得を目指し、チームは躍進したが、徐々に失速。グイドリンを途中解任・復任させるなど混乱も目立ち、惜しくも5位に終わった。
2007-08シーズンはアタランタBCよりステファノ・コラントゥオーノを招聘するが、ユヴェントス戦大敗を受けて2007年11月に解任、グイドリンを呼び戻す。グイドリンもチームを立て直す事は出来ず、コラントゥオーノを復任させ、チームは11位と低迷してしまった。
2008-09シーズンはコラントゥオーノをわずか1試合で解任、後任にダヴィデ・バッラルディーニを招聘している。バッラルディーニも1シーズンで退任し、ワルター・ゼンガが2009-10シーズンより監督となる。ゼンガを解任すると、デリオ・ロッシを招聘。
2010-11シーズンはロッシを2011年2月27日に解任、後任にセルセ・コズミを招聘。しかし4試合で1勝3敗と結果を残せず、4月3日に解任、ロッシを復任させ、チームは8位に終わった。
2011-12シーズンはACキエーヴォ・ヴェローナよりステファノ・ピオリを招聘するが、シーズン開幕前の8月31日に解任、後任にデーヴィス・マンジャを急遽トップチーム監督に招聘。しかし12月19日に解任、後任にボルトロ・ムッティを招聘。その後も成績が上がらず、セリエA昇格後最低の16位に終わる。シーズン終了後ムッティは退任。
2012-13シーズンは前ACシエナ監督のジュゼッペ・サンニーノを招聘。しかし、開幕3戦を未勝利で終えると9月16日に解任し、ジャン・ピエロ・ガスペリーニを後任に招聘した。なお、これがザンパリーニの25年に及ぶサッカー界のキャリアで通算50回目の解任劇であった。
2013-14シーズンはACミラン、イタリア代表で活躍した闘将ジェンナーロ・ガットゥーゾを招聘。しかし6試合で2勝1分3敗と結果を残せず、9月25日に解任し、後任にザンパリーニのヴェネツィア時代の同僚であるジュゼッペ・イアキーニを後任に招聘した。
2014-15シーズンは引き続きイアキーニが指揮、パウロ・ディバラとフランコ・バスケスの二大看板の活躍もあり、シーズンを11位で終え、イアキーニが珍しくシーズンを通して指揮を全うした。
しかし翌2015-16シーズンは一転、ディバラの移籍もあってチームは序盤から低迷し、2015年11月のイアキーニの解任に始まり、後任のダヴィデ・バッラルディーニも2016年1月に解任、その後任のファビオ・ヴィヴィアーニは暫定監督として1月中は指揮を執るも同月中に退任。その後任として元アルゼンチン代表のギジェルモ・バロスケロットを招聘するも、必要な監督ライセンスを保持していなかったため、名義上、ジョヴァンニ・テデスコが監督を務めるも、前者はラインセンス取得の目途が立たず2月に辞任、後者も成績不振により同月中に解任した。その後、2月はジョヴァンニ・ボージが暫定監督として指揮を執るも1試合で解任し、2月にイアキーニを復帰させるも、翌3月中に再び解任した。最終的にはバッラルディーニも復帰させ、最終戦まで指揮を執らせ、このシーズンの監督交代は過去最多の計8回に上った。
2016-17シーズン前からクラブ売却を示唆していたが、このシーズンでも解任癖は健在で、前シーズンから指揮を執っていたバッラルディーニを開幕2試合で解任、後任のロベルト・デ・ゼルビも11月中に解任、エウジェニオ・コリーニも成績不振により2017年1月に解任した。後任にディエゴ・ロペスを招聘したが、2月27日に3月中にアメリカの投資ファンドにクラブを売却することを発表し、合わせて自身の会長職辞任も発表した。2002年の会長就任から15年間会長を務め、39回の監督交代、雇用した監督は延べ45人に上った。
しかし2017年7月にザンパリーニは、アメリカの投資ファンドから買収資金が入金されず、クラブ売却交渉が破談に終わったことを明かし、引き続き会長職に復職することになったが、同月には不正会計容疑によりパレルモおよびザンパリーニが家宅捜索を受けた。
2018年12月1日、英国企業に10ユーロ（当時のレートで約1280円）でクラブを売却したことを発表した。破格の安さだが、パレルモが抱える負債2280万ユーロ（約30億円）の引き受けが条件となっているためで、他にも新スタジアムや練習場建設についても合意が得られたことを明かしている。
2022年2月1日、腸疾患の悪化により死去。80歳没。

## 評価
パレルモがセリエA屈指の強豪として成長する事が出来たのはザンパリーニの功績であり、セリエAを活性化させた。また、ザンパリーニは歯に衣着せぬ発言でカルチョ・スキャンダルなどサッカー界の腐敗への怒りを表明している人物である。選手の売却上手でもあり、トーニやアマウリなどを高額で売却して利益を得ている。スポーツディレクター（SD）の人選も的確で、リーノ・フォスキ（2002年 - 2008年）、ワルテル・サバティーニ（2008年 - 2010年）と敏腕SDの活躍が、人材の発掘を正確なものにしている。
一方で、チャンピオンズリーグ出場権獲得を目指すとしながら監督をあまりに短期間で交替させ、チームを混乱させているとの批判もある。グイドリンはザンパリーニにより4回の招聘と解任を経験している。